# ボリス・メルソン
ボリス・エドゥアルト・メルソン（ドイツ語: Boris Eduard Mersson, 1921年10月6日 - 2013年11月13日）は、ドイツ出身のピアノ奏者、指揮者、作曲家。ジャズなどの演奏をする時にはエディ・マース(Eddy Mers)を名乗った。

## 経歴
1921年、ベルリン生まれ。5歳からピアノとヴァイオリンを始め、10歳で公の場でリサイタルを開くまでになった。ジュネーヴでイシドール・カー、ローザンヌでアンリ・スティエリン＝ヴァロンの各氏についてピアノを学ぶ。また、チューリヒでヘルマン・シェルヘン、ルツェルンでヘルベルト・フォン・カラヤンの各氏に指揮法を師事し、1946年からバーゼル放送のスタジオ・オーケストラで指揮活動を始めた。
1951年からチューリヒ・シャウシュピールハウスの音楽部門の責任者となり、1955年までその任を務めた。1953年からテレビでの音楽の仕事にも従事するようになり、1958年からレコード会社向けの作編曲の仕事もこなすようになった。1970年から1989年までチューリヒ音楽院やチューリヒ・カントンシューレなどでピアノや即興演奏などの講義を受け持った。2013年、タルヴィルにて没。